# سنجق فوشيتري
سنجق فوشيتري ((بالتركية: Vulçitrin sancağı)‏؛ (بالألبانية: Sanxhaku i Vuçiternës/Vushtrrisë)‏؛ (بالصربية: Вучитрнски санџак)‏) ، ويُعرف أيضا باسم باشالوك بريشتينا (بالصربية: Приштински пашалук)‏، كان سنجقا (المستوى الثاني من التقسيم الإداري) في إيالة الروملي (منطقة البلقان) داخل الإمبراطورية العثمانية، فيما يُسمى حاليا دولة كوسوفو. سُمي السنجق آنذاك نسبة إلى مركزه الإداري فوشيتري.